# Bembrops cadenati
Bembrops cadenati är en fiskart som beskrevs av Das och Nelson, 1996. Bembrops cadenati ingår i släktet Bembrops och familjen Percophidae. Inga underarter finns listade.